# Le Diadème de béryls

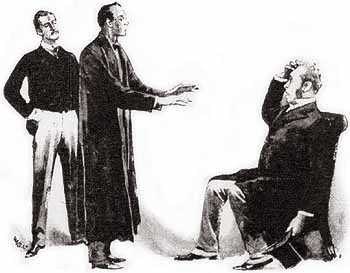
Alexander Holder, désespéré, face à Holmes et Watson. Dessin de Sidney Paget.

Le Diadème de béryls (The Adventure of the Beryl Coronet en version originale) est l'une des cinquante-six nouvelles d'Arthur Conan Doyle mettant en scène le détective Sherlock Holmes. Elle est parue pour la première fois dans la revue britannique Strand Magazine en mai 1892, avant d'être regroupée avec d'autres nouvelles dans le recueil Les Aventures de Sherlock Holmes (The Adventures of Sherlock Holmes).

## Résumé

### Mystère initial
Un matin de février, Alexander Holder, grand banquier de Londres, vient consulter Sherlock Holmes au 221B Baker Street. Holder est paniqué : la veille, un homme de la haute aristocratie a contracté un emprunt de 50 000 livres sterling auprès de la banque Holder & Stevenson pour une durée de quelques jours, en laissant en gage un diadème serti de 39 béryls. Le diadème, d'une valeur au moins égale au double de la somme prêtée, est classé « bien national » : le fait qu'il soit volé ou détérioré pourrait faire l'objet d'un scandale d'État.
Holder, voulant assurer la surveillance du joyau, a emmené le diadème le soir-même pour l'enfermer dans le cabinet de son domicile. À la fin du dîner, le banquier a évoqué la cachette du diadème devant son fils Arthur et sa nièce Mary, la conversation ayant pu être entendue par la domestique Lucy. Holder a vérifié que toutes les ouvertures de la maison étaient correctement fermées avant de se coucher. Cette précaution a été inutile : en pleine nuit, réveillé par un bruit dans son cabinet, le banquier a surpris son propre fils, Arthur, en train de tordre le diadème dont trois pierres avaient été arrachées. Malgré ce flagrant délit, Arthur s'est refusé à donner la moindre explication sur son geste. Les trois pierres n'ont pas été retrouvées sur lui par Scotland Yard, ni ailleurs dans la maison. La culpabilité d'Arthur semble d'autant plus claire que celui-ci avait un motif pour effectuer ce vol, ayant demandé sans succès à son père la veille au soir une avance de 200 livres pour rembourser des dettes de jeu contractées au club qu'il fréquente avec Sir George Burnwell, un ami de la famille.
Convaincu de la malhonnêteté de son fils qui a été emmené par Scotland Yard, Alexander Holder charge Sherlock Holmes de retrouver les pierres manquantes de manière à rendre le diadème à son propriétaire en bon état dans quelques jours.

### Résolution
Sherlock Holmes considère que malgré les apparences, Arthur est probablement innocent. Il serait en effet étrange que le fils du banquier, malgré ses dettes de jeu, soit venu une première fois dans le bureau de son père pour récupérer trois pierres, soit parti les cacher, puis soit revenu pour continuer à récupérer d'autres pierres. S'il était coupable, Arthur aurait par ailleurs probablement cherché à donner une fausse raison à son geste plutôt que de se murer dans un étranger silence.
Le détective, accompagné du Dr Watson, se rend au manoir de la famille Holder dans le quartier de Streatham. Ses investigations se déroulent principalement à l'extérieur du manoir. Holmes et Watson rencontrent également Mary, tourmentée par la situation et par les accusations portées contre Arthur. La jeune fille laisse entendre que Lucy, la domestique, pourrait être liée au vol, l'ayant vue la veille au soir parler à la fenêtre avec Francis Prosper, l'épicier, qui entretient une liaison avec elle.
Holmes et Watson retournent à Baker Street : Holmes se costume en valet et repart seul pour effectuer la suite de son enquête. À son retour en fin d'après-midi, Watson remarque, en observant l'attitude de Holmes, que celui-ci a probablement trouvé une piste fiable. Holmes ne tarde pas à repartir une seconde fois, cette fois-ci habillé en gentleman. Lorsque Watson part se coucher, Holmes n'est pas encore revenu.
Le lendemain matin, Holmes est déjà levé lorsque Watson sort de sa chambre. Alexander Holder arrive alors à Baker Street, désespéré, annonçant que sa nièce Mary a quitté la maison pendant la nuit en laissant un bref message d'adieu dans lequel elle affirme se sentir coupable de la situation. Son oncle considère que cette culpabilité est liée au fait qu'elle a refusé par deux fois de céder aux demandes de mariage d'Arthur, ce qui aurait permis de ramener ce dernier dans le droit chemin plutôt que de se ruiner au jeu. Holmes surprend alors son client en lui annonçant que l'affaire est résolue. Il restitue au banquier les trois béryls volés et lui explique qu'Arthur est innocent, contrairement à sa nièce Mary.
Le détective explique alors le déroulement de son enquête. Les traces observées dans la neige à l'extérieur du manoir des Holder lui ont permis de découvrir qu'un homme aux pieds nus avait couru le soir du vol derrière un homme chaussé. Les traces de l'homme aux pieds nus ne pouvaient être que celles d'Arthur tandis que celles de l'homme chaussé étaient celles de Sir George Burnwell. Cette intuition a été confirmée par la comparaison entre les traces relevées au sol et la pointure d'une paire de chaussures de Sir George Burnwell achetées par Holmes à son valet de chambre en se faisant passer pour son semblable. La veille au soir, Holmes s'est rendu chez Burnwell pour exiger la restitution des béryls volés et, sous la menace d'un revolver, Burnwell a avoué avoir revendu les pierres à un receleur dont il a donné l'identité. Holmes a ainsi pu retrouver le possesseur des pierres et les lui racheter pour la somme de 3 000 livres, remboursée par Holder. Holmes explique également que Mary entretenait une relation cachée avec Sir George Burnwell et que c'est en parlant à ce dernier du diadème que Burnwell, manipulateur sans scrupules, a réussi à convaincre la jeune fille de voler le diadème pour le lui donner. Arthur a assisté, caché, à la scène du vol, sans intervenir pour éviter le déshonneur à Mary puis a couru dans la nuit après Burnwell, lui a arraché le diadème en perdant dans la lutte les trois pierres récupérées par le malfaiteur, et tentait de redresser le diadème endommagé lorsque son père l'a surpris. Pour protéger Mary, qu'il aimait, Arthur a alors gardé le silence au risque d'être lui-même accusé d'un vol qu'il n'avait pas commis. Holmes a eu le temps, la veille au soir, de s'entretenir avec Arthur qui a reconnu cette version des faits. L'enquête se termine sur ces explications, Holmes concluant sur le fait que Mary a probablement rejoint Burnwell et que ce dernier sera un jour puni pour son action.

## Livre audio en français
- Arthur Conan Doyle, Le Diadème de Béryl [« The Adventure of the Beryl Coronet »], Paris, La Compagnie du Savoir, coll. « Les enquêtes de Sherlock Holmes », 2011 (ISBN 9782821100701, BNF 42478174)Narrateur : Cyril Deguillen ; support : 1 disque compact audio ; durée : 1 h 11 min environ ; référence éditeur : La Compagnie du Savoir CDS071. Le nom du traducteur n'est pas indiqué. Le livre audio, ainsi que la notice BnF, comportent la majuscule incorrecte au mot « Béryl », et pas de pluriel.